# Let It Die
Let It Die är den kanadensiska sångerskan Feists andra album. Det spelades in i Paris och släpptes 2004. Albumet vann en Juno Award för bästa alternativa album 2005. 

## Låtlista
1. "Gatekeeper" (Feist/Gonzales)
2. "Mushaboom" (Feist)
3. "Let It Die" (Feist)
4. "One Evening" (Feist/Gonzales)
5. "Leisure Suite" (Feist/Gonzales)
6. "Lonely Lonely" (musik: Tony Sherr, text: Feist)
7. "When I Was a Young Girl" (traditionell)
8. "Secret Heart" (Ron Sexsmith)
9. "Inside and Out" (Barry Gibb/Maurice Gibb/Robin Gibb)
10. "Tout doucement" (Clausier/Mercadier)
11. "Now at Last" (Bob Haymes)
12. "Amourissima" (Gonzales/Feist/Pierre Grillet)
13. "L'amour ne dure pas toujours" (Françoise Hardy)